# Falmey
Falmey est un village et une commune, chef-lieu du département éponyme de Falmèy au Niger.

## Géographie
La commune est frontalière du Bénin au sud.
| Kirtachi | Fabidji           | Kankandi  |
| Kirtachi | Falmey            | Guilladjé |
| Tamou    | Karimama ( Bénin) |           |

## Histoire
Lors de la réforme administrative de 1964, Falmey est instauré en Poste administratif dans l'arrondissement de Boboye. En 2011, la ville devient chef-lieu du département de Falmey séparé du département de Boboye.

## Population
Les principales ethnies de la commune sont les Zarma et les Foulbés.

## Villages
La commune s'étend sur 52 villages, 102 hameaux et 10 camps.

## Services et infrastructures
La commune abrite les services suivants :
- Collège d'enseignement général (CEG) à Falmey[3].
- Collège d'enseignement technique (CET) à Falmey.
- Centre de formation aux Métiers (CFM) à Falmey et Bélandé.
- Centre de Santé Intégré (CSI) à Falmey, Bélandé Djerma, Bossia, Kotaki, Kouassi, Saboula et Tonkossarey Zarma[4].